# Iglesia de San Martín (Santa María de Buil)

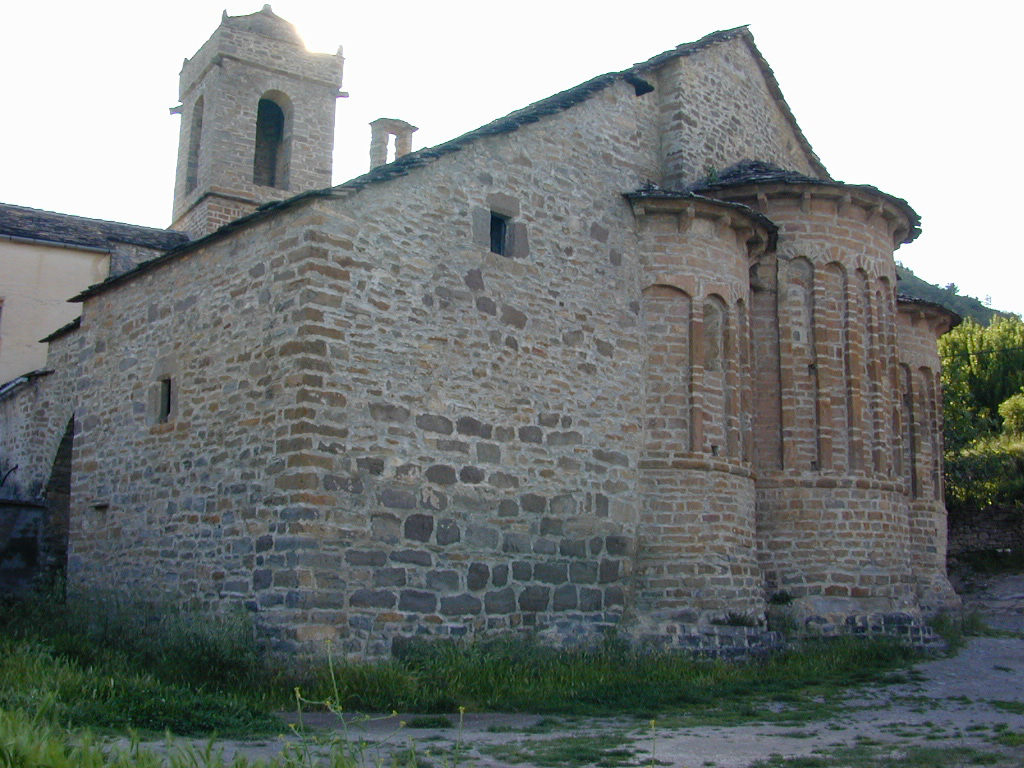
Iglesia de San Martín, Santa María de Buil, Huesca.

## Localización
La iglesia de San Martín se encuentra situada en la localidad altoaragonesa de Santa María de Buil, perteneciente al municipio de Aínsa-Sobrarbe, en la comarca de Sobrarbe, provincia de Huesca, Aragón, España.
Santa María de Buil se encuentra a 17 kilómetros de Aínsa y a 13 del parque natural de la Sierra y Cañones de Guara.
El núcleo se encuentra en la falda de un cerro que se ha relacionado habitualmente con el castillo de Buil, documentado desde 1017. La iglesia, con advocación a San Martín de Tours, tiene adosada la antigua casa abadía (del siglo XVIII) en su esquina SO. 
La iglesia de San Martín está declarada monumento nacional y bien de interés cultural (BIC) por la Diputación General de Aragón.

## Historia
Entre 1040 y 1050 pudieron levantarse las zonas más antiguas del edificio (nave y torre). Es probable que hacia 1070 se construyeran los ábsides sin seguir el proyecto original de nave y torre. Debió haber una interrupción de las obras o bien una sustitución de la cabecera original, pues los ábsides actuales están desviados respecto al eje de sus naves, no están alineados al exterior y se han ensamblado de forma deficiente con los muros.
En el siglo XVI se produce la apertura de capilla norte, arcosolio sur, construcción del tercer cuerpo de la torre y posible añadido del pórtico sur.
En el siglo XVII se modifica totalmente el espacio interior, con la supresión de los pilares delanteros y la comunicación de las naves entre sí mediante amplios arcos formeros y en el XVIII se realiza la decoración pictórica del interior.
La iglesia sufre una restauración en la década de 1970.

## Descripción
Se trata de un edificio de planta basilical, con tres naves y tres ábsides. Posee también una torre pórtico a los pies. Las naves están cubiertas con bóveda de cañón, mientas son de horno las que cubren a los ábsides, los cuales presentan todavía las primitivas ventanas de medio punto.
El interior de la iglesia presenta numerosa decoración pictórica. Desde el exterior, los elementos más característicos son los ábsides y la torre. Aquellos se hallan desviados en relación con la nave. Poseen un alto basamento del que arrancan una serie de pilastras rematadas por una hulera de arquillos irregulares. La torre, que originalmente tenía dos cuerpos, está relacionada con la arquitectura lombarda. Posee un tercer cuerpo superior añadido en el siglo XVI.